# Marta Gasparotto
Marta Gasparotto (Monfalcone, 26 novembre 1996) è una giocatrice di softball italiana.

## Biografia

### Club
Gioca per il Softball Forlì A.S.D. e per la Nazionale italiana di softball come ricevitore ed interbase. La sua Società di appartenenza è l’A.S.D. Stars Ronchi Softball Club di Ronchi dei Legionari. Dal gennaio 2021 è entrata a far parte del Gruppo Sportivo Olimpico dell'Esercito Italiano.
Ha mosso i primi passi nel mondo del baseball con la formazione dei New Black Panthers di Ronchi dei Legionari, dove ha militato dal 2004 al 2010 nelle categorie Minibaseball, Ragazzi e Allievi, raggiungendo in tre occasioni la finale per il titolo italiano di categoria.
Dal 2009 al 2016 è stata tesserata con la società Staranzano Ducks B.C. di Staranzano con la quale ha disputato il campionato Softball Cadette, Under 21 ed i Campionati Nazionali di Serie A2 e di Serie A1, giocando principalmente nei ruoli di ricevitore ed interbase.
Ha esordito in Nazionale seniores nel 2013, quando ancora giocava in A2. Nel 2014 è arrivata la promozione con le Staranzano Stars e l'esordio nella Italian Softball League.
Nel 2017 passa al Bussolengo con il quale vince lo scudetto due anni consecutivi, nel 2018 e nel 2019.
Nel 2020 vince il Titolo Italiano con il Bollate Softball 1969
Nel 2022 passa al Softball Forlì A.S.D. 
Con Bussolengo ha conquistato anche la Premiere Cup Europea, nel 2017 e nel 2018.

### Nazionale
Vanta 85 presenze con la Nazionale italiana. (dato aggiornato a Settembre 2021)
- ha vinto il Campionato Europeo nel 2015 e nel 2019
- ha partecipato al Campionato Mondiale WBSC Softball World Cup nel 2016 in Canada e nel 2018 in Giappone
- ha conquistato la qualificazione alle Olimpiadi di Tokyo 2020 (27 luglio 2019, Utrecht) a cui ha poi preso parte [2]
- ha partecipato alle Olimpiadi di Tokyo 2020 (svoltesi nel 2021 a causa della pandemia di Covid)

## Palmarès

### Competizioni nazionali
- Campionato Italiano Serie A2 Stars Staranzano: 2013 (promozione in ISL)
- Campionato Italiano Serie A1 Bussolengo: 2018 - 2019
- Campionato Italiano Serie A1 Bollate: 2020
- Coppa Italia A2 Stars Staranzano: 2013

### Competizioni internazionali
- Premiere Cup Europea  🥈 2019  🥇 2018  🥇 2017
- Campionato Europeo Seniores  🥇 2019  🥈 2017 🥇 2015 🥈 2013

## Statistiche
| Anno | Squadra          | G  | AB | R  | H  | BA   | RBI | HR | 3B | 2B | TB | SLG  | BB | SO | SB | SBA |
| 2022 | Forlì            |    |    |    |    |      |     |    |    |    |    |      |    |    |    |     |
| 2021 | Bollate 1969     | 11 | 30 | 8  | 8  | .267 | 3   | 3  | 0  | 1  | 18 | 600  | 4  | 6  | 0  | 0   |
| 2020 | Bollate 1969     | 16 | 54 | 21 | 25 | .463 | 10  | 2  | 1  | 5  | 38 | .500 | 6  | 2  | 7  | 7   |
| 2019 | Bussolengo       | 32 | 89 | 29 | 30 | .337 | 16  | 2  | 2  | 9  | 49 | .551 | 17 | 19 | 12 | 15  |
| 2018 | Bussolengo       | 30 | 92 | 35 | 38 | .413 | 22  | 6  | 2  | 12 | 72 | .783 | 17 | 12 | 6  | 8   |
| 2017 | Bussolengo       | 12 | 34 | 8  | 11 | .324 | 11  | 0  | 1  | 1  | 14 | .412 | 5  | 6  | 0  | 0   |
| 2016 | Stars Staranzano | 23 | 57 | 23 | 20 | .351 | 10  | 3  | 3  | 1  | 36 | .632 | 22 | 14 | 4  | 4   |